# 中西昭夫
中西 昭夫（なかにし あきお、1949年10月13日-）は、日本の実業家。東証二部上場の業務用厨房機器の総合メーカー中西製作所前社長。

## 略歴・人物
- 生年月日 : 1949年10月13日
- 卒業大学 : 神奈川大学

―職歴―
- 昭和47年11月 株式会社中西製作所入社
- 昭和53年2月 特需部長
- 昭和54年3月 製造部長兼工場長
- 昭和54年9月 常務取締役就任
- 昭和61年10月 代表取締役常務就任
- 平成元年4月 代表取締役社長就任(現任)
- 平成18年4月 株式会社厨代表取締役会長就任

## エピソード
- 安全で衛生的な先進のシステムや機器の提供を率先して行う事が目標[1]